# Gorodkov Hill
Gorodkov Hill är en kulle i Antarktis. Den ligger i Östantarktis. Australien gör anspråk på området. Toppen på Gorodkov Hill är 346 meter över havet.
Terrängen runt Gorodkov Hill är kuperad söderut, men norrut är den platt.  Trakten är obefolkad. Det finns inga samhällen i närheten. 